# Rukebai Inabo
Rukebai Inabo és una política palauana, que és membre del Senat de Palau des del 2016. Abans d'entrar en política, Inabo ha treballat com a Oficial de préstec comercial al Bank de Hawaii (2005-2007), Cap de finances de Surangel & Sons Company (2006-2011) i CEO / Mànager general de la Corporació de serveis públics de Palau. Es va incorporar al Senat de Palau a les eleccions generals de Palau del 2016.